# Grand Prix Chin 2012

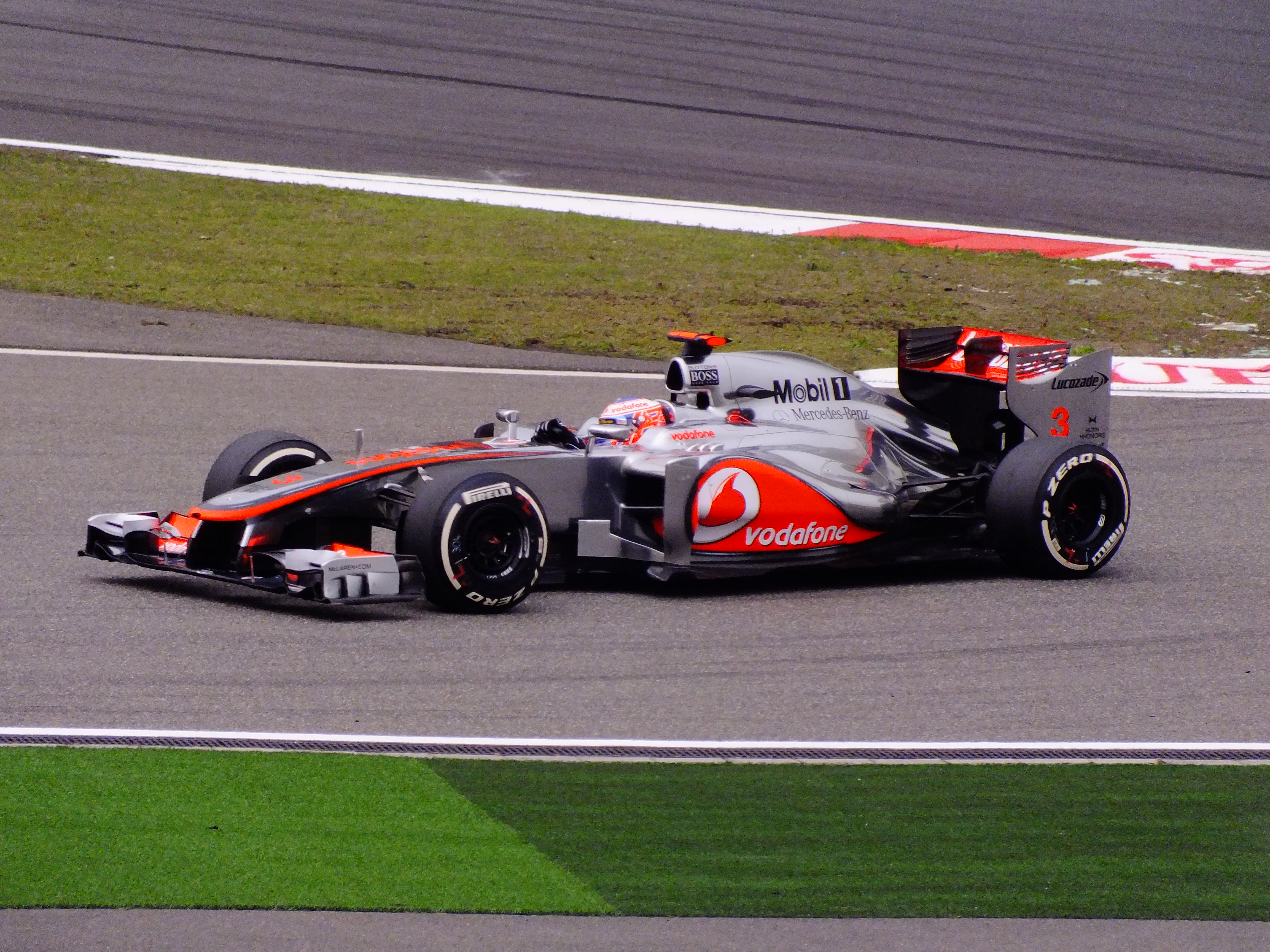
Jenson Button podczas Grand Prix Chin 2012

Grand Prix Chin 2012 (oficjalnie 2012 UBS Chinese Grand Prix) – trzecia runda Mistrzostw Świata Formuły 1 w sezonie 2012.

## Lista startowa
Na niebieskim tle kierowcy biorący udział jedynie w piątkowych treningach
| Nr | Kierowca            | Zespół                        | Samochód          | Silnik               | Opony |
| -- | ------------------- | ----------------------------- | ----------------- | -------------------- | ----- |
| 1  | Sebastian Vettel    | Red Bull Racing               | Red Bull RB8      | Renault RS27-2012    | P     |
| 2  | Mark Webber         | Red Bull Racing               | Red Bull RB8      | Renault RS27-2012    | P     |
| 3  | Jenson Button       | Vodafone McLaren Mercedes     | McLaren MP4-27    | Mercedes-Benz FO108Y | P     |
| 4  | Lewis Hamilton      | Vodafone McLaren Mercedes     | McLaren MP4-27    | Mercedes-Benz FO108Y | P     |
| 5  | Fernando Alonso     | Scuderia Ferrari              | Ferrari F2012     | Ferrari 056          | P     |
| 6  | Felipe Massa        | Scuderia Ferrari              | Ferrari F2012     | Ferrari 056          | P     |
| 7  | Michael Schumacher  | Mercedes AMG Petronas F1 Team | Mercedes F1 W03   | Mercedes-Benz FO108Y | P     |
| 8  | Nico Rosberg        | Mercedes AMG Petronas F1 Team | Mercedes F1 W03   | Mercedes-Benz FO108Y | P     |
| 9  | Kimi Räikkönen      | Lotus F1 Team                 | Lotus E20         | Renault RS27-2012    | P     |
| 10 | Romain Grosjean     | Lotus F1 Team                 | Lotus E20         | Renault RS27-2012    | P     |
| 11 | Paul di Resta       | Sahara Force India F1 Team    | Force India VJM05 | Mercedes-Benz FO108Y | P     |
| 11 | Jules Bianchi       | Sahara Force India F1 Team    | Force India VJM05 | Mercedes-Benz FO108Y | P     |
| 12 | Nico Hülkenberg     | Sahara Force India F1 Team    | Force India VJM05 | Mercedes-Benz FO108Y | P     |
| 14 | Kamui Kobayashi     | Sauber F1 Team                | Sauber C31        | Ferrari 056          | P     |
| 15 | Sergio Pérez        | Sauber F1 Team                | Sauber C31        | Ferrari 056          | P     |
| 16 | Daniel Ricciardo    | Scuderia Toro Rosso           | Toro Rosso STR7   | Ferrari 056          | P     |
| 17 | Jean-Éric Vergne    | Scuderia Toro Rosso           | Toro Rosso STR7   | Ferrari 056          | P     |
| 18 | Pastor Maldonado    | Williams F1                   | Williams FW34     | Renault RS27-2012    | P     |
| 19 | Bruno Senna         | Williams F1                   | Williams FW34     | Renault RS27-2012    | P     |
| 19 | Valtteri Bottas     | Williams F1                   | Williams FW34     | Renault RS27-2012    | P     |
| 20 | Heikki Kovalainen   | Caterham F1 Team              | Caterham CT01     | Renault RS27-2012    | P     |
| 21 | Witalij Pietrow     | Caterham F1 Team              | Caterham CT01     | Renault RS27-2012    | P     |
| 21 | Giedo van der Garde | Caterham F1 Team              | Caterham CT01     | Renault RS27-2012    | P     |
| 22 | Pedro de la Rosa    | HRT F1 Team                   | HRT F112          | Cosworth CA2012      | P     |
| 23 | Narain Karthikeyan  | HRT F1 Team                   | HRT F112          | Cosworth CA2012      | P     |
| 24 | Timo Glock          | Marussia F1 Team              | Marussia MR-01    | Cosworth CA2012      | P     |
| 25 | Charles Pic         | Marussia F1 Team              | Marussia MR-01    | Cosworth CA2012      | P     |
| Nr | Kierowca            | Zespół                        | Samochód          | Silnik               | Opony |

## Wyniki

### Sesje treningowe
| Sesja | Nr | Kierowca           | Konstruktor      | Czas     | Okr. |
| ----- | -- | ------------------ | ---------------- | -------- | ---- |
| 1     | 4  | Lewis Hamilton     | McLaren-Mercedes | 1:37,021 | 7    |
| 2     | 7  | Michael Schumacher | Mercedes         | 1:35,973 | 32   |
| 3     | 4  | Lewis Hamilton     | McLaren-Mercedes | 1:35,940 | 13   |

### Kwalifikacje
Źródło: Wyprzedź Mnie!
| Poz. | Nr | Kierowca           | Konstruktor          | Q1       | Q2       | Q3       | Poz. s. |
| --- | --- | ------------------ | -------------------- | -------- | -------- | -------- | ------- |
| 1 | 8 | Nico Rosberg       | Mercedes             | 1:36,875 | 1:35,725 | 1:35,121 | 1       |
| 2 | 4 | Lewis Hamilton     | McLaren-Mercedes     | 1:36,763 | 1:35,902 | 1:35,626 | 7       |
| 3 | 7 | Michael Schumacher | Mercedes             | 1:36,797 | 1:35,794 | 1:35,691 | 2       |
| 4 | 14 | Kamui Kobayashi    | Sauber-Ferrari       | 1:36,853 | 1:35,962 | 1:35,784 | 3       |
| 5 | 9 | Kimi Räikkönen     | Lotus-Renault        | 1:36,850 | 1:35,921 | 1:35,898 | 4       |
| 6 | 3 | Jenson Button      | McLaren-Mercedes     | 1:36,746 | 1:36,122 | 1:36,191 | 5       |
| 7 | 2 | Mark Webber        | Red Bull-Renault     | 1:36,682 | 1:35,700 | 1:36,290 | 6       |
| 8 | 15 | Sergio Pérez       | Sauber-Ferrari       | 1:36,198 | 1:35,831 | 1:36,524 | 8       |
| 9 | 5 | Fernando Alonso    | Ferrari              | 1:36,292 | 1:35,982 | 1:36,622 | 9       |
| 10 | 10 | Romain Grosjean    | Lotus-Renault        | 1:36,343 | 1:35,903 | –        | 10      |
| 11 | 1 | Sebastian Vettel   | Red Bull-Renault     | 1:36,911 | 1:36,031 | –        | 11      |
| 12 | 6 | Felipe Massa       | Ferrari              | 1:36,556 | 1:36,255 | –        | 12      |
| 13 | 18 | Pastor Maldonado   | Williams-Renault     | 1:36,528 | 1:36,283 | –        | 13      |
| 14 | 19 | Bruno Senna        | Williams-Renault     | 1:36,674 | 1:36,289 | –        | 14      |
| 15 | 11 | Paul di Resta      | Force India-Mercedes | 1:36,639 | 1:36,317 | –        | 15      |
| 16 | 12 | Nico Hülkenberg    | Force India-Mercedes | 1:36,921 | 1:36,745 | –        | 16      |
| 17 | 16 | Daniel Ricciardo   | Toro Rosso-Ferrari   | 1:36,933 | 1:36,956 | –        | 17      |
| 18 | 17 | Jean-Éric Vergne   | Toro Rosso-Ferrari   | 1:37,714 | –        | –        | PIT     |
| 19 | 20 | Heikki Kovalainen  | Caterham-Renault     | 1:38,463 | –        | –        | 18      |
| 20 | 21 | Witalij Pietrow    | Caterham-Renault     | 1:38,677 | –        | –        | 19      |
| 21 | 24 | Timo Glock         | Marussia-Cosworth    | 1:39,282 | –        | –        | 20      |
| 22 | 25 | Charles Pic        | Marussia-Cosworth    | 1:39,717 | –        | –        | 21      |
| 23 | 22 | Pedro de la Rosa   | HRT-Cosworth         | 1:40,411 | –        | –        | 22      |
| 24 | 23 | Narain Karthikeyan | HRT-Cosworth         | 1:41,000 | –        | –        | 23      |
| Poz. | Nr | Kierowca           | Konstruktor          | Q1       | Q2       | Q3       | Poz. s. |
| \| Legenda \| Legenda \| \| ------------------------ \| ---------------------------------------------------------------------------------------------------------------------------------------------------------------------------------------------------------------------------------------------------------------- \| \| Poz. Nr Q1 Q2 Q3 Poz. s. \| Pozycja zajęta w sesji kwalifikacyjnej Numer startowy kierowcy Wynik uzyskany w pierwszej części kwalifikacji Wynik uzyskany w drugiej części kwalifikacji Wynik uzyskany w trzeciej części kwalifikacji Pozycja startowa po uwzględnięniu kar, przesunięć, itp. \| | |                    |                      |          |          |          |         |
| Legenda | |                    |                      |          |          |          |         |
| Poz. Nr Q1 Q2 Q3 Poz. s. | Pozycja zajęta w sesji kwalifikacyjnej Numer startowy kierowcy Wynik uzyskany w pierwszej części kwalifikacji Wynik uzyskany w drugiej części kwalifikacji Wynik uzyskany w trzeciej części kwalifikacji Pozycja startowa po uwzględnięniu kar, przesunięć, itp. |                    |                      |          |          |          |         |

### Wyścig
Źródło: Wyprzedź Mnie!
| P                 | + / –     | Nr | Kierowca           | Konstruktor          | Okr. | Czas / Strata     | Komentarz |
| ----------------- | --------- | -- | ------------------ | -------------------- | ---- | ----------------- | --------- |
| 1                 | Bez zmian | 8  | Nico Rosberg       | Mercedes             | 56   | 1h36m26,929       |           |
| 2                 | 3         | 3  | Jenson Button      | McLaren-Mercedes     | 56   | +0:20,626         |           |
| 3                 | 4         | 4  | Lewis Hamilton     | McLaren-Mercedes     | 56   | +0:26,012         |           |
| 4                 | 2         | 2  | Mark Webber        | Red Bull-Renault     | 56   | +0:27,924         |           |
| 5                 | 6         | 1  | Sebastian Vettel   | Red Bull-Renault     | 56   | +0:30,483         |           |
| 6                 | 4         | 10 | Romain Grosjean    | Lotus-Renault        | 56   | +0:31,491         |           |
| 7                 | 7         | 19 | Bruno Senna        | Williams-Renault     | 56   | +0:34,597         |           |
| 8                 | 5         | 18 | Pastor Maldonado   | Williams-Renault     | 56   | +0:35,643         |           |
| 9                 | Bez zmian | 5  | Fernando Alonso    | Ferrari              | 56   | +0:37,256         |           |
| 10                | 7         | 14 | Kamui Kobayashi    | Sauber-Ferrari       | 56   | +0:38,720         |           |
| 11                | 3         | 15 | Sergio Pérez       | Sauber-Ferrari       | 56   | +0:41,066         |           |
| 12                | 3         | 11 | Paul di Resta      | Force India-Mercedes | 56   | +0:42,273         |           |
| 13                | 1         | 6  | Felipe Massa       | Ferrari              | 56   | +0:42,779         |           |
| 14                | 10        | 9  | Kimi Räikkönen     | Lotus-Renault        | 56   | +0:50,573         |           |
| 15                | 1         | 12 | Nico Hülkenberg    | Force India-Mercedes | 56   | +0:51,213         |           |
| 16                | 8         | 17 | Jean-Éric Vergne   | Toro Rosso-Ferrari   | 56   | +0:51,756         |           |
| 17                | Bez zmian | 16 | Daniel Ricciardo   | Toro Rosso-Ferrari   | 56   | +1:03,156         |           |
| 18                | 1         | 21 | Witalij Pietrow    | Caterham-Renault     | 55   | +1 okr.           |           |
| 19                | 1         | 24 | Timo Glock         | Marussia-Cosworth    | 55   | +1 okr. (49,600)  |           |
| 20                | 1         | 25 | Charles Pic        | Marussia-Cosworth    | 55   | +1 okr. (00,398)  |           |
| 21                | 1         | 22 | Pedro de la Rosa   | HRT-Cosworth         | 55   | +1 okr. (42,671)  |           |
| 22                | 1         | 23 | Narain Karthikeyan | HRT-Cosworth         | 54   | +2 okr.           |           |
| 23                | 5         | 20 | Heikki Kovalainen  | Caterham-Renault     | 53   | +3 okr.           |           |
| Niesklasyfikowani |           |    |                    |                      |      |                   |           |
|                   |           | 7  | Michael Schumacher | Mercedes             | 12   | niedokręcone koło |           |
| P                 | + / –     | Nr | Kierowca           | Konstruktor          | Okr. | Czas / Strata     | Komentarz |

### Najszybsze okrążenie
Źródło: Wyprzedź Mnie!
| Nr | Kierowca        | Konstruktor | Czas     | Okr. |
| -- | --------------- | ----------- | -------- | ---- |
| 14 | Kamui Kobayashi | Sauber      | 1:39,960 | 40   |

## Prowadzenie w wyścigu
| Nr                              | Kierowca      | Okrążenia          | Suma |
| ------------------------------- | ------------- | ------------------ | ---- |
| 8                               | Nico Rosberg  | 1-13, 16-34, 39-56 | 48   |
| 3                               | Jenson Button | 34-39              | 5    |
| 15                              | Sergio Pérez  | 13-16              | 3    |
| \| Wykres \| \| ------ \| \| \| |               |                    |      |
| Wykres                          |               |                    |      |
|                                 |               |                    |      |

## Klasyfikacja po wyścigu

### Kierowcy
| P  | +/− | Kierowca           | Starty | Punkty | P1 | P2 | P3 | PP | NO | NS |
| -- | --- | ------------------ | ------ | ------ | -- | -- | -- | -- | -- | -- |
| 1  | +1  | Lewis Hamilton     | 3      | 45     | –  | –  | 3  | 2  | –  | –  |
| 2  | +1  | Jenson Button      | 3      | 43     | 1  | 1  | –  | –  | 1  | –  |
| 3  | −2  | Fernando Alonso    | 3      | 37     | 1  | –  | –  | –  | –  | –  |
| 4  | 0   | Mark Webber        | 3      | 36     | –  | –  | –  | –  | –  | –  |
| 5  | +1  | Sebastian Vettel   | 3      | 28     | –  | 1  | –  | –  | –  | –  |
| 6  | +9  | Nico Rosberg       | 3      | 25     | 1  | –  | –  | 1  | –  | –  |
| 7  | −2  | Sergio Perez       | 3      | 22     | –  | 1  | –  | –  | –  | –  |
| 8  | −1  | Kimi Räikkönen     | 3      | 16     | –  | –  | –  | –  | 1  | –  |
| 9  | −1  | Bruno Senna        | 3      | 14     | –  | –  | –  | –  | –  | –  |
| 10 | −1  | Kamui Kobayashi    | 3      | 9      | –  | –  | –  | –  | 1  | 1  |
| 11 | N   | Romain Grosjean    | 3      | 8      | –  | –  | –  | –  | –  | 2  |
| 12 | −2  | Paul di Resta      | 3      | 7      | –  | –  | –  | –  | –  | –  |
| 13 | −2  | Jean-Éric Vergne   | 3      | 4      | –  | –  | –  | –  | –  | –  |
| 14 | +2  | Pastor Maldonado   | 3      | 4      | –  | –  | –  | –  | –  | –  |
| 15 | −3  | Daniel Ricciardo   | 3      | 2      | –  | –  | –  | –  | –  | –  |
| 16 | −3  | Nico Hülkenberg    | 3      | 2      | –  | –  | –  | –  | –  | 1  |
| 17 | −3  | Michael Schumacher | 3      | 1      | –  | –  | –  | –  | –  | 2  |
| 18 | +1  | Felipe Massa       | 3      | 0      | –  | –  | –  | –  | –  | 1  |
| 19 | −2  | Timo Glock         | 3      | 0      | –  | –  | –  | –  | –  | –  |
| 20 | −2  | Charles Pic        | 3      | 0      | –  | –  | –  | –  | –  | –  |
| 21 | −1  | Witalij Pietrow    | 3      | 0      | –  | –  | –  | –  | –  | 1  |
| 22 | −1  | Heikki Kovalainen  | 3      | 0      | –  | –  | –  | –  | –  | 1  |
| 23 | −1  | Pedro de la Rosa   | 2      | 0      | –  | –  | –  | –  | –  | –  |
| 24 | −1  | Narain Karthikeyan | 2      | 0      | –  | –  | –  | –  | –  | –  |
| P  | +/− | Kierowca           | Starty | Punkty | P1 | P2 | P3 | PP | NO | NS |

### Konstruktorzy
| P  | +/− | Konstruktor          | Starty | Punkty | P1 | P2 | P3 | PP | NO | NS |
| -- | --- | -------------------- | ------ | ------ | -- | -- | -- | -- | -- | -- |
| 1  | 0   | McLaren-Mercedes     | 6      | 88     | 1  | 1  | 3  | 2  | 1  | –  |
| 2  | 0   | Red Bull-Renault     | 6      | 64     | –  | 1  | –  | –  | –  | –  |
| 3  | 0   | Ferrari              | 6      | 37     | 1  | –  | –  | –  | –  | 1  |
| 4  | 0   | Sauber-Ferrari       | 6      | 31     | –  | 1  | –  | –  | 1  | –  |
| 5  | +4  | Mercedes             | 6      | 26     | 1  | –  | –  | 1  | –  | 2  |
| 6  | −1  | Lotus-Renault        | 6      | 24     | –  | –  | –  | –  | 1  | 2  |
| 7  | 0   | Williams-Renault     | 6      | 18     | –  | –  | –  | –  | –  | –  |
| 8  | −2  | Force India-Mercedes | 6      | 9      | –  | –  | –  | –  | –  | 1  |
| 9  | −1  | Toro Rosso-Ferrari   | 6      | 6      | –  | –  | –  | –  | –  | –  |
| 10 | 0   | Marussia-Cosworth    | 6      | 0      | –  | –  | –  | –  | –  | –  |
| 11 | 0   | Caterham-Renault     | 6      | 0      | –  | –  | –  | –  | –  | 2  |
| 12 | 0   | HRT-Cosworth         | 4      | 0      | –  | –  | –  | –  | –  | –  |
| P  | +/− | Konstruktor          | Starty | Punkty | P1 | P2 | P3 | PP | NO | NS |